# Irene Cheptai
Irene Chepet Cheptai (née le 4 février 1992) est une athlète kényane, spécialiste des courses de fond.

## Palmarès
| Date | Compétition                            | Lieu       | Résultat | Épreuve            | Temps           |
| ---- | -------------------------------------- | ---------- | -------- | ------------------ | --------------- |
| 2008 | Championnats du monde de cross-country | Edimbourg  | 2e       | Individuel junior  |                 |
| 2008 | Championnats du monde de cross-country | Edimbourg  | 2e       | Par équipes junior |                 |
| 2013 | Championnats du monde de cross-country | Bydgoszcz  | 10e      | Individuel         |                 |
| 2015 | Championnats du monde de cross-country | Guiyang    | 7e       | Individuel         |                 |
| 2015 | Championnats du monde de cross-country | Guiyang    | 2e       | Par équipes        |                 |
| 2017 | Championnats du monde de cross-country | Kampala    | 1er      | Individuel         |                 |
| 2017 | Championnats du monde de cross-country | Kampala    | 1re      | Par équipes        |                 |
| 2017 | Championnats du monde                  | Londres    | 7e       | 10 000 m           | 31 min 22 s 11  |
| 2022 | Jeux du Commonwealth                   | Birmingham | 2e       | 10 000 m           | 30 min 49 s 52  |
| 2024 | Marathon de Chicago                    | Chicago    | 3e       | Marathon           | 2 h 17 min 52 s |

## Records
| Épreuve | Performance    | Lieu     | Date        |
| ------- | -------------- | -------- | ----------- |
| 3 000 m | 8 min 49 s 81  | Eugene   | 30 mai 2015 |
| 5 000 m | 14 min 50 s 99 | Shanghai | 18 mai 2013 |